# Menhir du Bois Hoël
Der Menhir du Bois Hoël (auch Pierre Levée genannt) ist ein Menhir in Crossac bei Saint-Nazaire im Département Loire-Atlantique in Frankreich.
Der Menhir aus Granit besteht aus einem großen Quader mit einer Höhe von etwa 2,7 m, einer Breite von 1,5 m und einer Dicke von 0,6 bis 0,8 m. Ein liegender Stein befindet sich etwa zehn Meter entfernt.
In der Nähe liegt der Dolmen de la Barbière.